# امپرساس پولار
امپرساس پولار (انگلیسی: Empresas Polar) شرکت خوشه‌ای ونزوئلایی است، که در سال ۱۹۴۱ تأسیس شد.